# Rixheim
Rixheim (elsässisch Rixa) ist eine französische Stadt mit 14.125 Einwohnern (Stand 1. Januar 2022) im Département Haut-Rhin in der Region Grand Est (bis 2015 Elsass). Die Stadt gehört zum Arrondissement Mulhouse und zum Kanton Rixheim.

## Geografie
Rixheim liegt knapp sechs Kilometer östlich von Mülhausen. Nach seinem ersten Fundort ist das Rixheim-Schwert benannt. Hier befand sich eine Kommende des Deutschen Ordens, deren heute noch bestehende Gebäude von Johann Caspar Bagnato errichtet wurden. Sie unterstand der Deutschordensballei Altshausen.
Nachbargemeinden von Rixheim sind Sausheim im Norden, Ottmarsheim im Nordosten, Hombourg im Osten, Habsheim und Zimmersheim im Süden, Bruebach im Südwesten, Riedisheim im Westen sowie Illzach im Nordwesten.
| Illzach    | Sausheim              | Ottmarsheim |  |
| Riedisheim |                       | Hombourg    |  |
| Bruebach   | Habsheim, Zimmersheim |             |  |

## Geschichte
Auf der Gemarkung wurden zahlreiche vorgeschichtliche Funde gemacht: Gräber der Jungsteinzeit, am Sonnenberg Spuren der Bronzezeit, im Harthwald die Grabhügel des Rothhübel und Espenhübel, im Zührenwald den Hünerhübel. Bei Rixheim befand sich eine römische Straßenstation.
Rixheim wurde erstmals im Jahre 823 unter dem Namen Richeneshies erwähnt. Im Mittelalter gab es östlich von Rixheim das Dorf Eschelzheim, das im 16. Jahrhundert mit Rixheim vereinigt wurde.
Das im Besitz des Klosters Murbach befindliche Rixheim kam an dessen Schirmvögte, die Habsburger, damit zur Herrschaft Niederlandser in Vorderösterreich. Der Deutschritter-Orden von Mülhausen besaß hier einen Dinghof, der 1613 zum provisorischen Wohnsitz der durch die Reformation aus Mühlhausen vertriebenen Deutschherren wurde. 1660 wurde Rixheim dauerhafter Sitz der Deutschritter-Kommende. Die Neubauten des 18. Jahrhunderts wurden in der Revolutionszeit als Nationalgut verkauft. Nach der Enteignung des Ordens in der Revolution diente das Schloss 1792 als Gefängnis, 1794 als Militärspital, in dem 153 Soldaten den Tod fanden.1797 kam es in den Besitz eines Mühlhausener Tapetenfabrikanten (Hartmann-Riesler u. Cie.) 1802 wurde der Geschäftsführer Jean Zuber Hauptanteilseigner. Damit firmierte der Betrieb fortan als Jean Zuber et Cie. Diese Firma entwickelte schon früh im 19. Jahrhundert neue Farben und gehörte bezüglich der Druckverfahren zu den technologischen Spitzenreitern in Europa. 1939 schloss die Firma ihre Pforten. 1973 wurde die Produktion mit Spezialtapeten wieder aufgenommen, 1983 entstand das Tapetenmuseum im Schloss.
Von 1763 an war Rixheim Sitz eines Rabbinats, das 1906 nach Thann verlegt wurde. 1861 wohnten 263 Juden in Rixheim. In der Rue de Riedisheim befindet sich noch heute der israelitische Friedhof.

## Bevölkerungsentwicklung
| Jahr      | 1962 | 1968 | 1975 | 1982   | 1990   | 1999   | 2007   | 2016   |
| Einwohner | 4869 | 5723 | 8419 | 10.718 | 11.669 | 12.608 | 13.103 | 14.073 |

## Wirtschaft und Infrastruktur
Der mexikanische Baustoffhersteller Cemex betreibt in Rixheim ein Frischbetonwerk.

## Bildung
Rixheim ist Sitz einer staatlichen Sekundarschule, des nach Alfred Dreyfus benannten Collège Capitaine Dreyfus. Zudem befinden sich in der Stadt vier Kindergärten, vier Grundschulen und eine Musikschule.

## Kultur und Sehenswürdigkeiten
- Schlossbau der Kommende des Deutschen Ordens, heute: Musée du Papier Peint, Mairie, Tapetenfabrik.  Die Deutschordenskommende wurde nach dem Übergang Vorderösterreichs an Frankreich von Ludwig XIV. dem Lazaristenorden übergeben.  Den spätbarocken Schlossbau von 1735–37 entwarf der Baumeister des Deutschen Ordens, Giovanni Caspare Bagnato.
- Die mittelalterliche Kirche Sankt Leodegar (St.-Léger) wurde um 1500 großenteils neu errichtet (Weihe1505). Gotisches Turmportal, neugotische Seiteneingänge. 1782 wurde das Schiff durch einen Neubau ersetzt und der Turm um ein Geschoss erhöht.  Barockaltäre. Im Hochaltar das Gemälde des Kirchenpatrons. Die Kanzel und die Seitenaltäre stammen aus dem ehemaligen Franziskanerkloster in Thann. Grabplatte der Deutschordensritter von 1775.
- Brunnen mit der Darstellung des Johannes Nepomuk
- Einige Fachwerkhäuser. Die Häuser Grand Rue Nr. 4 und Rue Zuber Nr. 2 mit altertümlichem Fachwerk.  An der Grand Rue Nr. 88 ein steinernes Haus mit spätgotischen Fenstern, darunter die typische dreiteilige mittig überhöhte Fenstergruppe aus der Zeit um 1600. Aus derselben Zeit (1588) das Haus Nr. 49 an der Grand Rue.

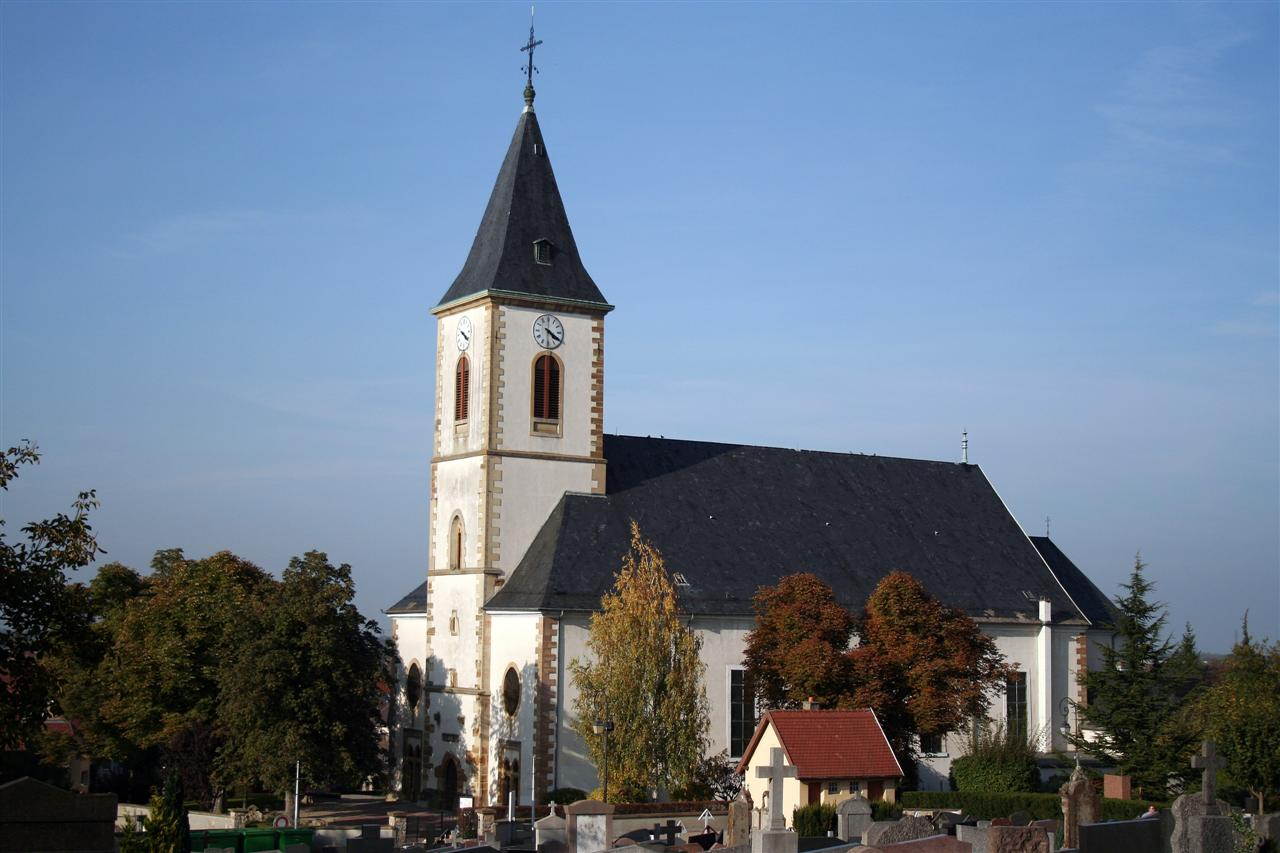
Stadtkirche St. Leodegar
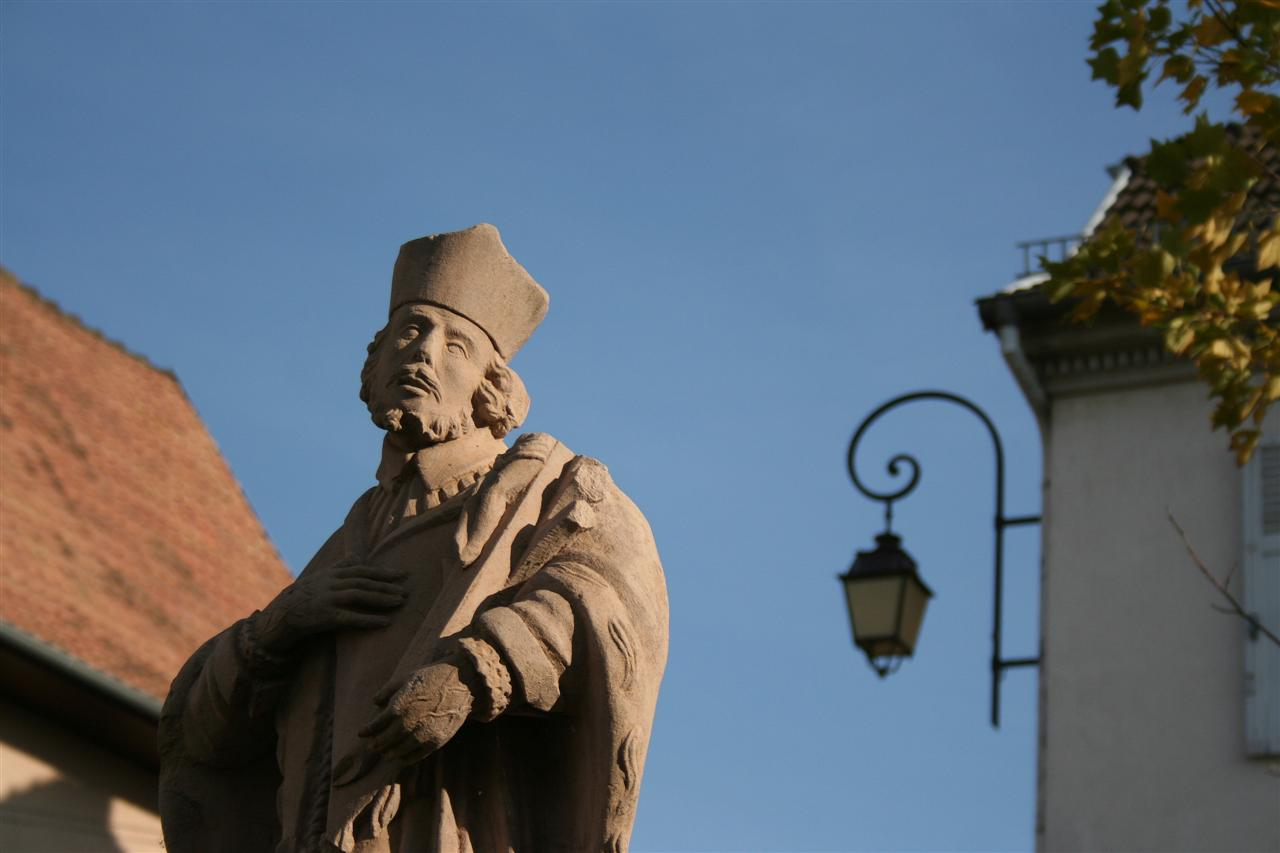
Brunnen des Johannes Nepomuk
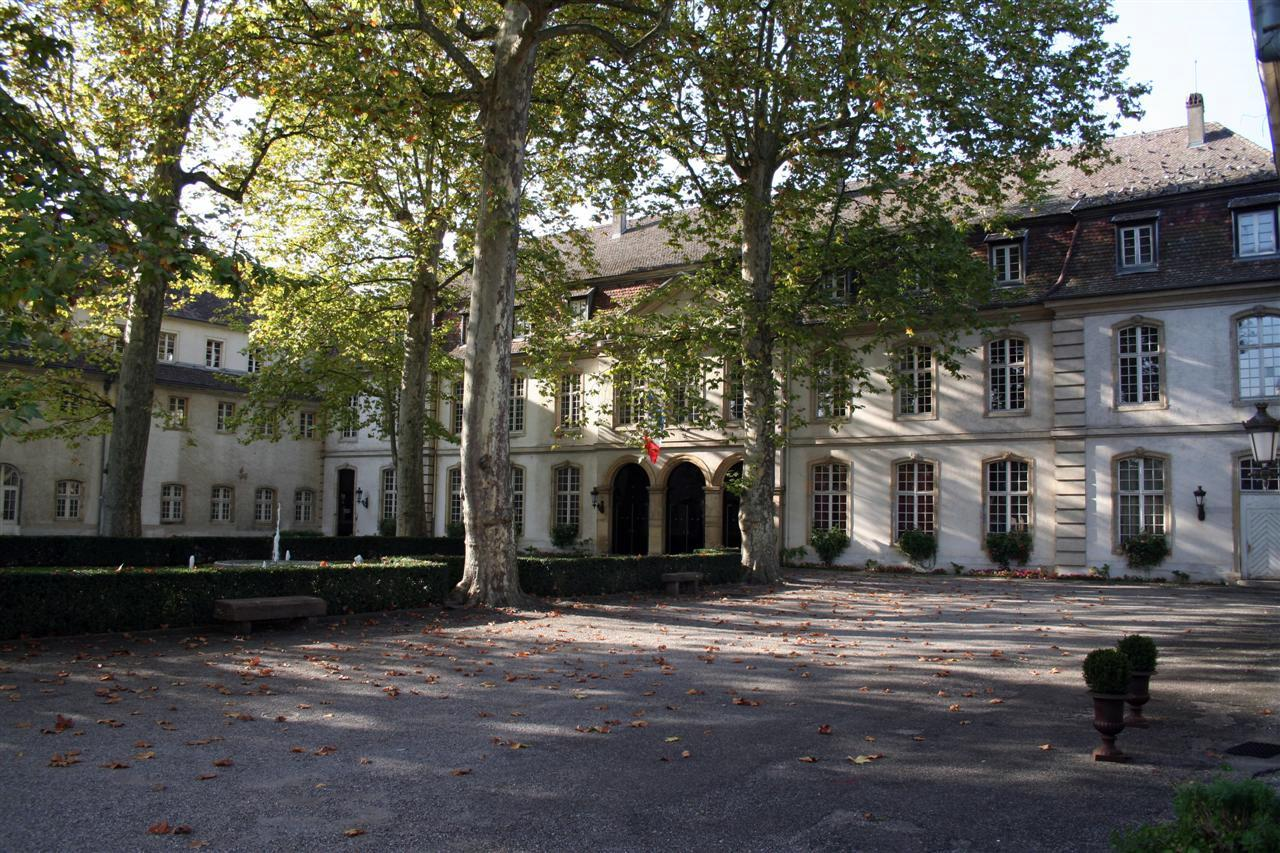
Deutschordens-Kommende
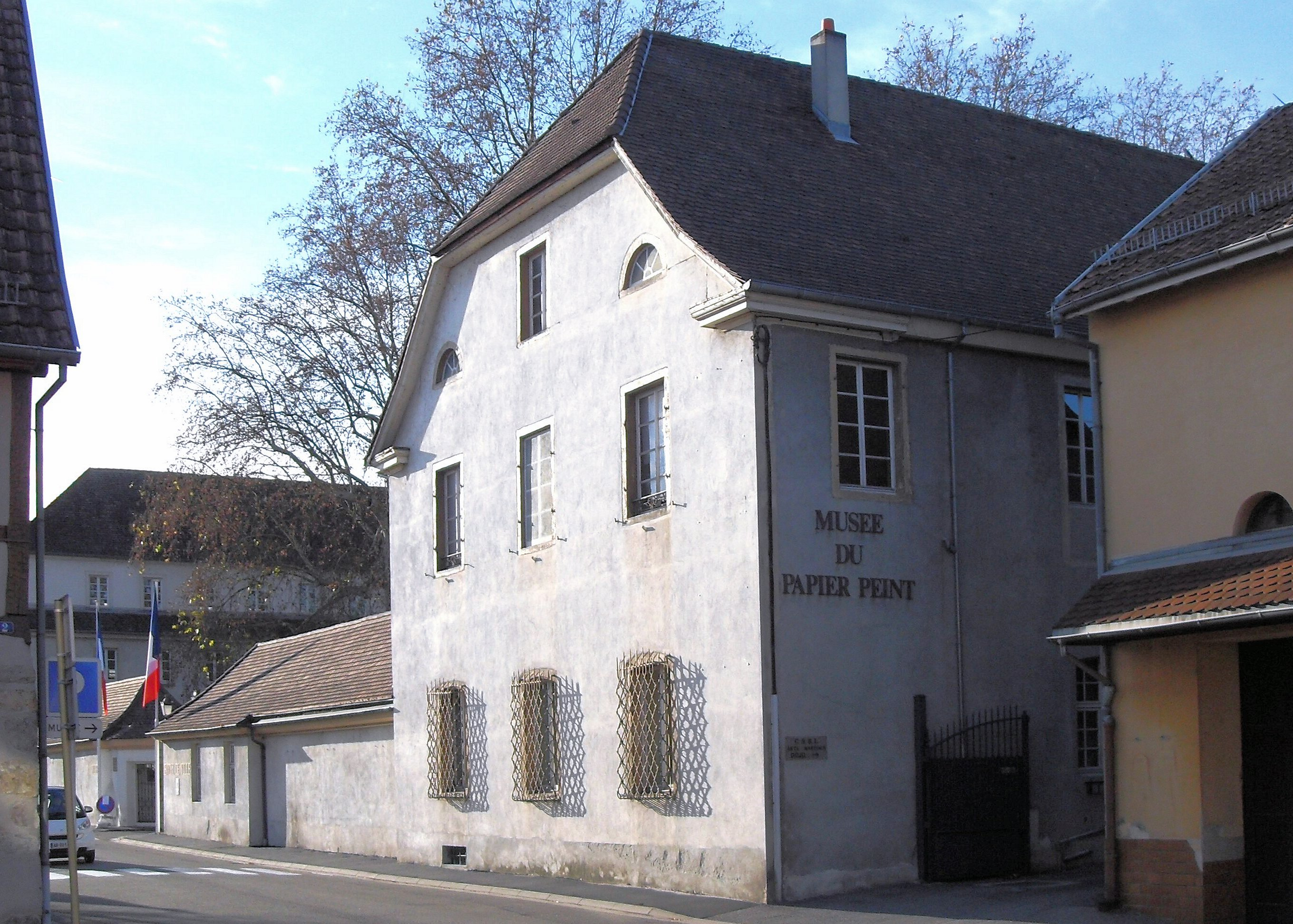
Tapetenmuseum
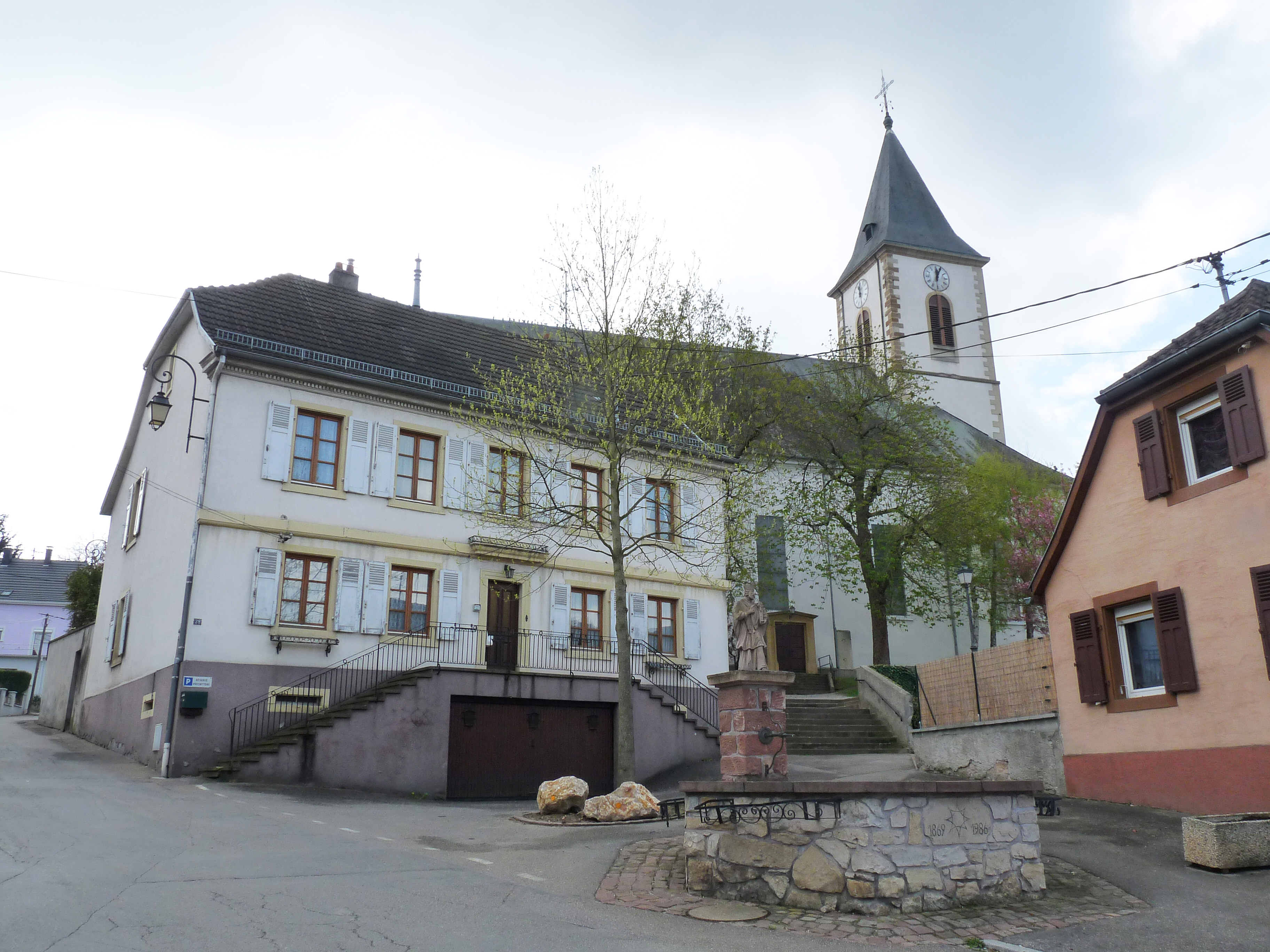
Presbyterium vor der Stadtkirche St. Leodegar
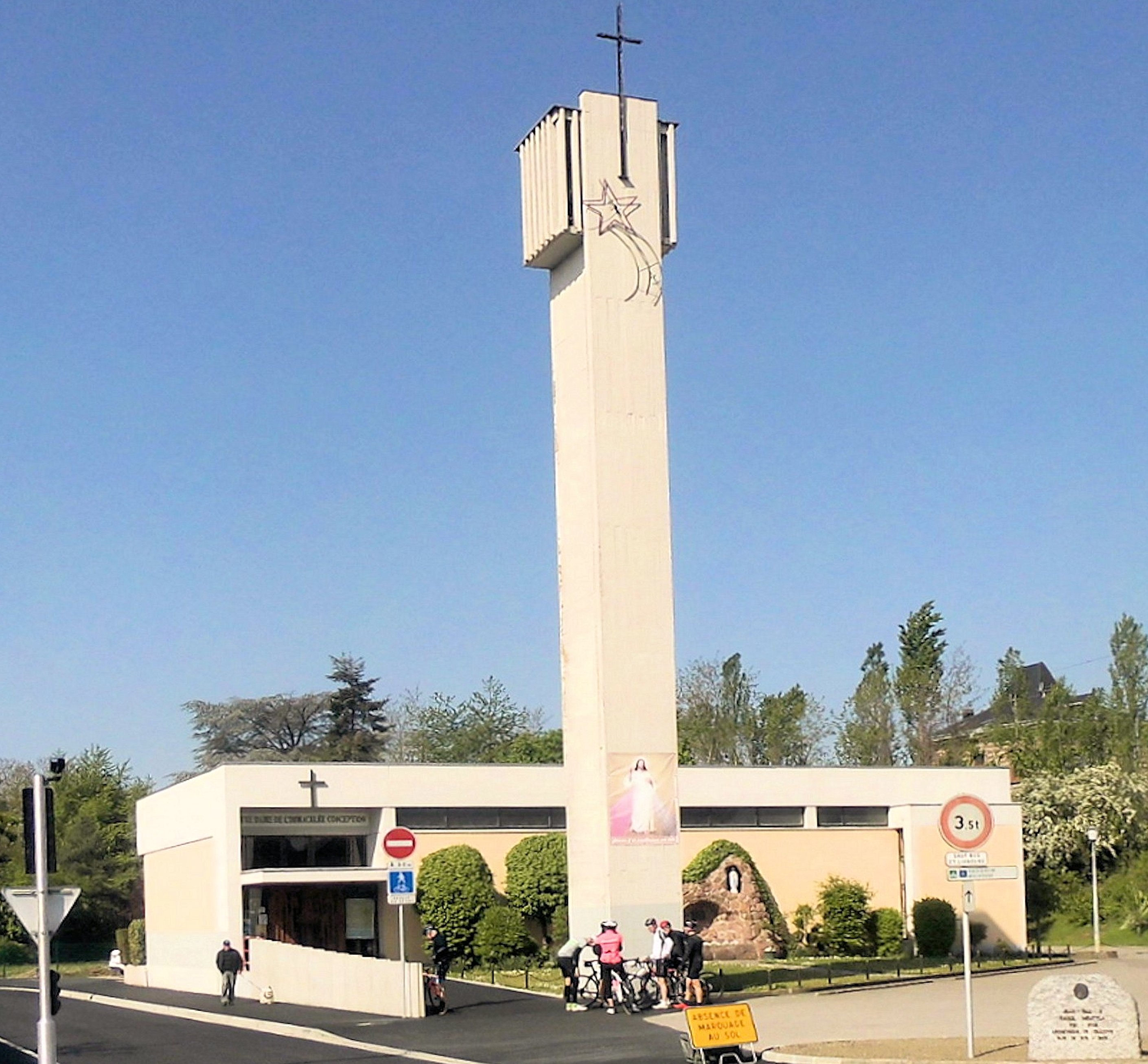
Kirche Unserer Lieben Frau von der Unbefleckten Empfängnis
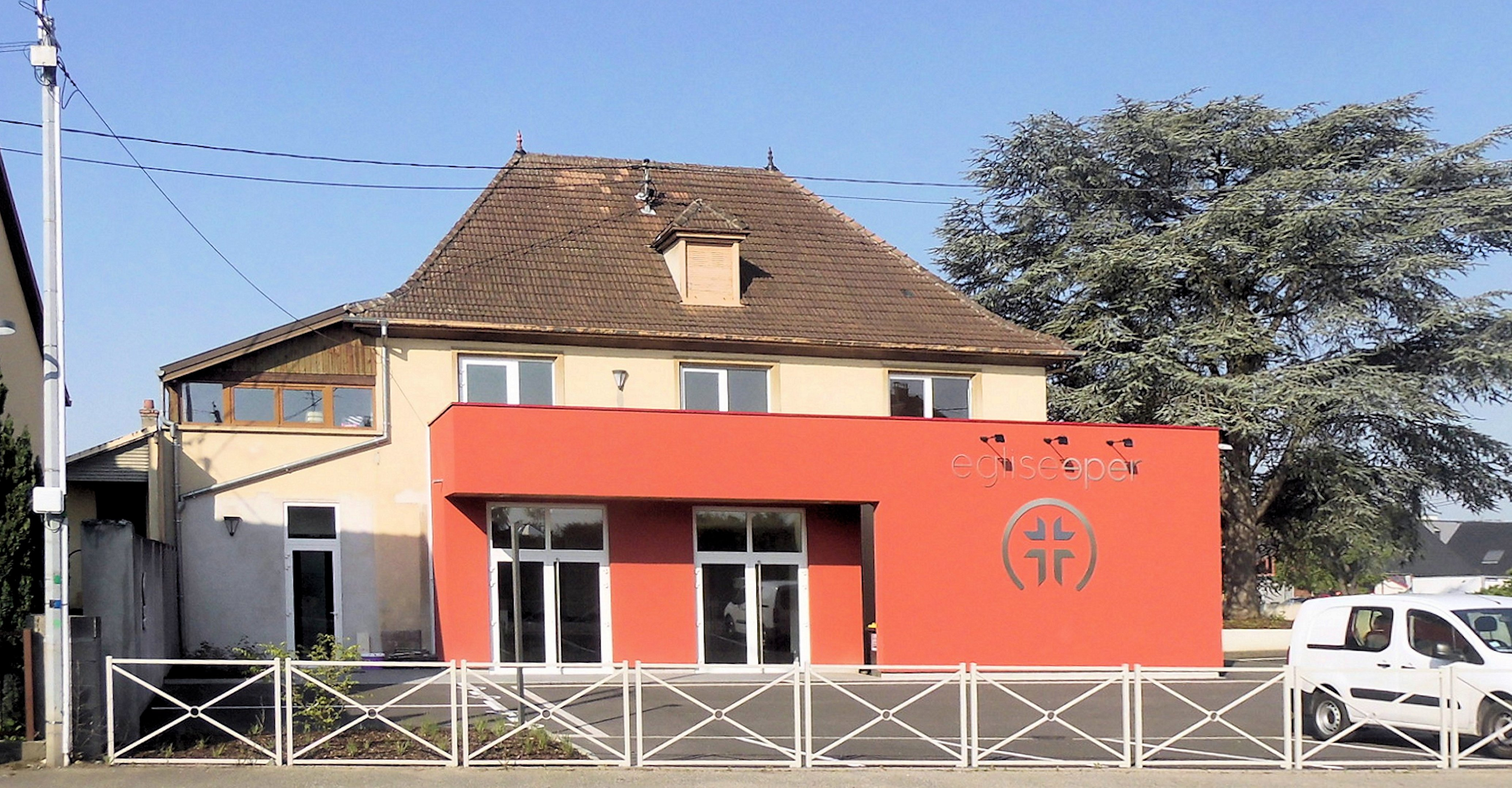
Evangelische Kirche

## Partnerstädte
- Lohne in Niedersachsen, Deutschland
- San Vito al Tagliamento in Friaul-Julisch Venetien, Italien
- Valence-sur-Baïse in Okzitanien, Frankreich

## Persönlichkeiten
- Carl Feer-Herzog (1820–1880), Schweizer Politiker, Unternehmer und Eisenbahnpionier
- Emil August Allgeyer (1856–1924), Spiritanerpater, Bischof, Apostolischer Vikar von Sansibar.
- Karl Ernst Theodor Hauviller (1866–1938), deutscher Historiker, Archivar, kirchenpolitischer Publizist